# Arnold Goldberg (Judaist)
Arnold Maria Goldberg (* 18. Februar 1928 in Berlin; † 19. April 1991 in Freiburg im Breisgau) war ein deutscher Judaist.

## Leben
Nach der bestandenen Begabtenprüfung 1952 studierte er an der Universität Freiburg im Breisgau Semitistik, Ägyptologie und alttestamentliche Exegese. Er promovierte 1957. Nach der Habilitation 1965 wurde 1970 er an der Goethe-Universität Professor für Judaistik.

## Schriften (Auswahl)
- Untersuchungen über die Vorstellung von der Schekhinah in der frühen rabbinischen Literatur. Talmud und Midrasch. Berlin 1969, OCLC 1167435213.
- Das Buch Numeri. Düsseldorf 1970, OCLC 251590978.
- Ich komme und wohne in deiner Mitte. Eine rabbinische Homilie zu Sacharja 2,14 (PesR 35). Frankfurt am Main 1977, OCLC 1067386981.
- Erlösung durch Leiden. Drei rabbinische Homilien über die Trauernden Zions und den leidenden Messias Efraim (PesR 34. 36. 37). Frankfurt am Main 1978, ISBN 3-922056-01-6.